# デボンレックス
デボンレックス(Devon Rex)は、イギリスにその起源を有する猫の一品種。イングランドのデヴォンで発見された突然変異の猫の個体から発生したこの猫種は、その気質と縮れ毛という特色から、犬種のプードルに因む「プードルキャット」という異称を有してもいる。

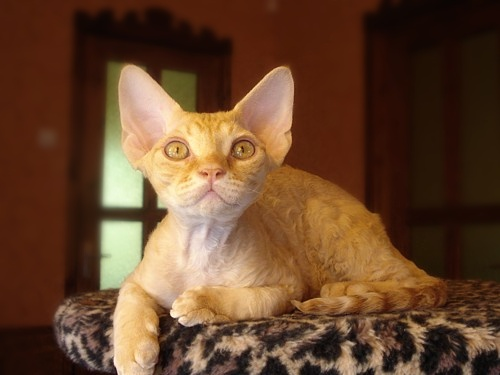
佇む雄のデボンレックス

## 歴史
デボンレックスの歴史は、1960年のある日、イングランドの南西部に位置するデヴォンの地の古鉱山の付近で、ベリル・コックスという名の女性が縮れ毛を持つ一匹の雄猫を発見したことに始まる。

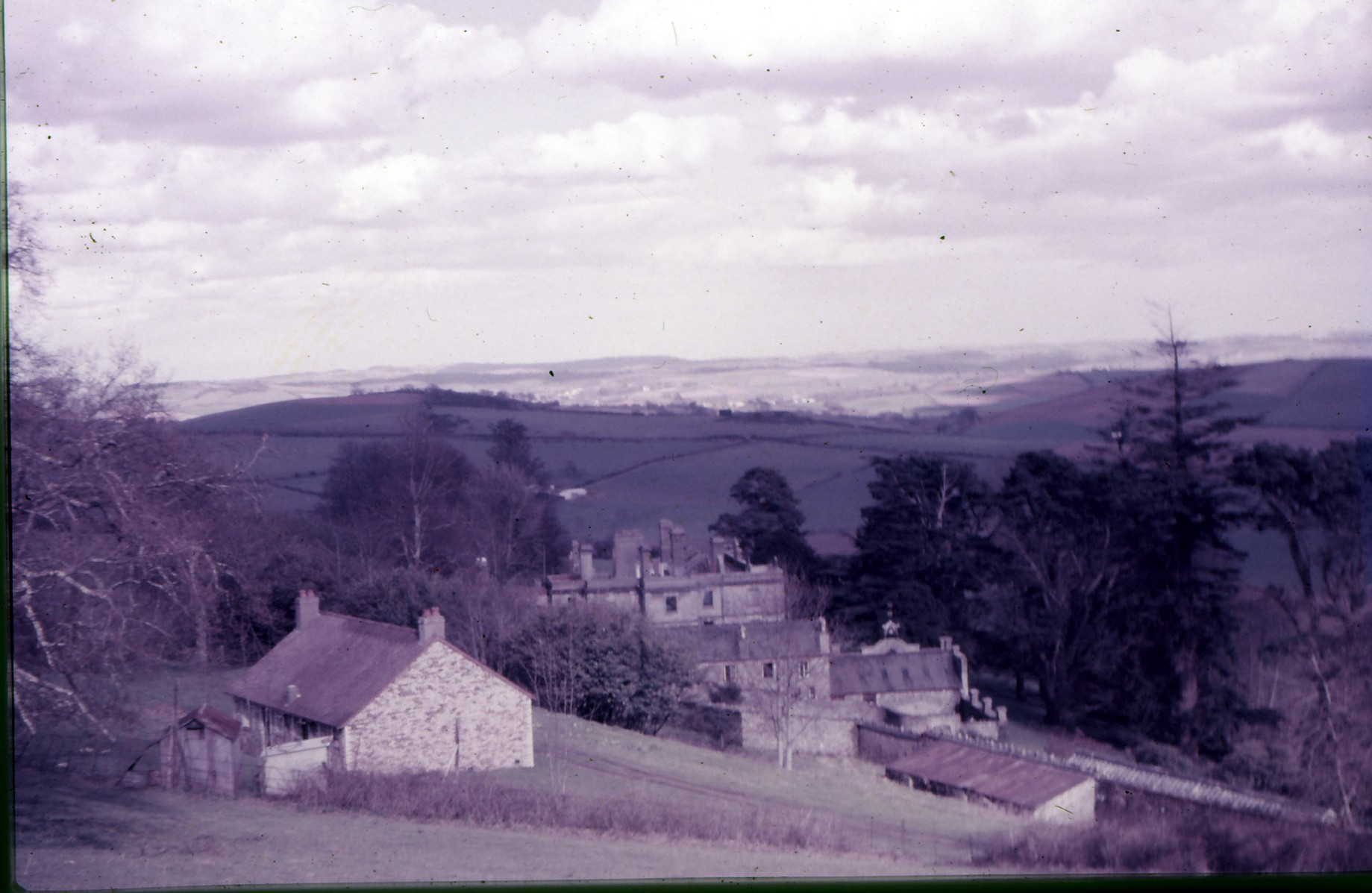
デボンレックスの源流の地―1960年代のデボン州バックファストリー

地元の雌猫と交配させられることになったその猫は、やがてその雌猫との間に複数の子をもうけたが、そうして生まれた子供らの中に、一匹だけ縮れ毛を持った子猫が混ざっていた。その子猫はカーリーと名付けられた。
ベリル・コックスとその夫は、雄猫であったそのカーリーと、複数の1950年にコーンウォールにて誕生したコーニッシュレックスの雌との交配を試みた。カーリーと同様に巻き毛を特徴とするコーニッシュレックスとの交配であったが、そこから生まれてきた子猫らは皆が直毛を持っていた。
カーリーの持つ巻き毛の遺伝子がコーニッシュレックスのそれとは別種の突然変異体であるということがそうして示されたのちに、様々な猫種との異種交配を経て、コーニッシュレックスと別個の一猫種としての「デボンレックス」が、その原産国たる英国にあって1960年代のうちに公認を獲得。
それからしばらくを経ても北アメリカではコーニッシュレックスと同種のものと見做されていたが、1979年になるとついに、キャット・ファンシアーズ・アソシエーション（CFA）によって、米国の地でも「デボンレックス」が認められたのであった。

## 特色
印象的な眼に、際立って大きな耳、そしてなによりもその縮れた被毛を特徴とするデボンレックスは「プードルキャット」という異名を持ち、その風貌は「小さな妖精のような」などと表現されている。

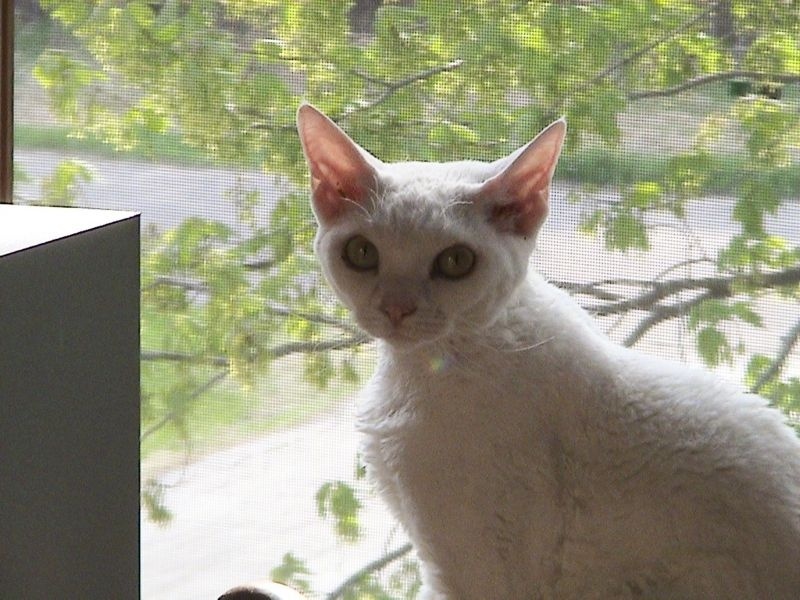
デボンレックスの白猫

強度の縮れを有するコーニッシュレックスのそれとは違い、被毛は細やかに波打っており、その歴史を通し多様な品種群との異種交配を経てきたことから、あらゆる色と模様の個体が存在している。
基本的には短毛種。ところが特に1960年代に行われたペルシャを含む様々な猫種との交配の結果として、デボンレックスには長毛の個体が誕生することがある。
遺伝性の痙攣発作を起こすことがある。それは黎明の頃に行われていた近親交配に因むものである。カーリーの親らが互いに近縁関係にあったことは確実であり、デボンレックスの作出と定着のためにはそうした同系交配が不可欠であった。
その気質上の傾向については「プードルキャット」なる異名の背景となった「慌しさ」に加え満ち溢れる冒険心と好奇心などといったものが指摘されている。その鳴き声は静かで、気分の良い時はしきりに喉を鳴らす。

### ウェブ
1. ↑  Yahoo!ペット：デボンレックス
2. ↑  コジマ：デボンレックス アニマル図鑑

### 文献
- 『新猫種大図鑑』 第1版第2刷 2006年5月20日 ブルース・フォーグル ISBN 4938396661 ― 『イエネコの種類』 ― 『短毛種』 ― 頁．168〜169：『デボン・レックス』

1. 1 2 3 4 5 6 7 8 9 10 11  頁．168

- 『日本と世界の猫のカタログ (2003年版)』 2002年10月 ISBN 4415097553

1. ↑  頁．15：『素敵な”巻き毛ネコ”はどこから来たの？ レックスキャットの秘密をめぐる旅』
2. 1 2  頁．71：『デボンレックス』

- 新星出版社「世界の猫図鑑」

1. ↑  Cornish Rex's Profile